# Igrzyska Azjatyckie 1951
I Igrzyska Azjatyckie odbywały się od 4 do 11 marca 1951 roku w stolicy Indii, Nowym Delhi. Zawody te planowane były na rok 1950, lecz odbyły się rok później z powodu przedłużenia przygotowań do imprezy.
Impreza została otwarta przez prezydenta Indii, Rajendrę Prasada. Zawody były rozgrywane na Dhyan Chand National Stadium.
W imprezie brało udział 489 sportowców z 11 państw:
- Afganistan
- Birma
- Indie
- Indonezja
- Iran
- Japonia
- Nepal
- Filipiny
- Singapur
- Sri Lanka
- Tajlandia

## Konkurencje na IA 1951
- Lekkoatletyka
- Koszykówka
- Kolarstwo
- Piłka nożna
- Pływanie
- Piłka wodna
- Podnoszenie ciężarów
- Skoki do wody

## Klasyfikacja medalowa
| Igrzyska Azjatyckie 1951 | Igrzyska Azjatyckie 1951 | Igrzyska Azjatyckie 1951 | Igrzyska Azjatyckie 1951 | Igrzyska Azjatyckie 1951 | Igrzyska Azjatyckie 1951 |
| Pozycja                  | Kraj                     |                          |                          |                          | Razem                    |
| ------------------------ | ------------------------ | ------------------------ | ------------------------ | ------------------------ | ------------------------ |
| 1                        | Japonia                  | 24                       | 21                       | 15                       | 60                       |
| 2                        | Indie                    | 15                       | 16                       | 20                       | 51                       |
| 3                        | Iran                     | 8                        | 6                        | 2                        | 16                       |
| 4                        | Singapur                 | 5                        | 7                        | 2                        | 14                       |
| 5                        | Filipiny                 | 5                        | 6                        | 8                        | 19                       |
| 6                        | Sri Lanka                | 0                        | 1                        | 0                        | 1                        |
| 7                        | Indonezja                | 0                        | 0                        | 5                        | 5                        |
| 8                        | Birma                    | 0                        | 0                        | 3                        | 3                        |
| Razem                    | Razem                    | 57                       | 57                       | 55                       | 169                      |